# Jaroslav Pouzar
Jaroslav Pouzar (Čakovec, 23 gennaio 1952) è un ex hockeista su ghiaccio ceco, fino al 1992 cecoslovacco.

## Palmarès

### Olimpiadi invernali
- 1 medaglia[1]:
  - 1 argento (Innsbruck 1976)

### Mondiali
- 6 medaglie[1]:
  - 2 ori (Polonia 1976; Austria 1977)
  - 3 argenti (Cecoslovacchia 1978; Unione Sovietica 1979; Svezia 1981)
  - 1 bronzo (Finlandia 1982)